# Giovanni Ramella Bagneri
Giovanni Ramella Bagneri (San Paolo Cervo, 1929 – Druogno, agosto 2008) è stato un poeta e critico letterario italiano.

## Biografia
Giovanni Ramella Bagneri è nato a Riabella, frazione di San Paolo Cervo, ed è morto a Domodossola. Laureato in lettere, ha insegnato nelle scuole medie.
Nel 1978, ha vinto il premio Pozzale Luigi Russo nella sezione poesia per Muro della notte.
Nel 1982, il critico Silvio Ramat recensì la sua opera Autoritratto con gallo.
Alcune sue opere sono state tradotte in spagnolo dal poeta argentino Carlos Vitale.
È presente in varie antologie, tra cui, in Italia, Poesia degli anni settanta, a cura di Antonio Porta (Feltrinelli, 1979), Antologia della letteratura italiana dal dopoguerra ad oggi, a cura di Francesco De Nicola e Raffaele Pellecchia (Di Mambro, 1983), Poeti del Piemonte, a cura di Giorgio Luzzi (Forum/Quinta Generazione, 1983) e Armageddon e dintorni, a cura di Gilberto Isella e Tiziano Salari (Insula, 2011). In Jugoslavia, Antologija talijanske poezije XX stoljeca ("Antologia della poesia italiana del XX secolo"), a cura di Mladen Machiedo (Svjetlost, Sarajevo, 1982). Sue poesie sono apparse anche in Argentina (traduzione di Antonio Aliberti), Stati Uniti (in lingua originale e nella traduzione di Renata Treitel) e Grecia (traduzione di Febo Delfi). 
Ha collaborato come recensore a riviste, tra cui Uomini e Libri e Forum/Quinta Generazione  per la quale ha tradotto testi di Celan e si è fatto promotore di un'antologia (Poeti della Quinta Generazione)
La sua opera è trattata in Letteratura e teologia di Umberto Colombo, Letteratura italiana d'oggi: 1965-1985 di Giuliano Manacorda, Lo sparviero sul pugno: guida ai poeti italiani degli anni Ottanta di Stefano Lanuzza, Storia della civiltà letteraria italiana di Giorgio Bàrberi Squarotti, Il progetto infinito di Antonio Porta.
Tiziano Salari ha scritto un lungo saggio pubblicato su due numeri successivi di Quinta Generazione, e in uno scritto su Microprovincia.
Di lui si è occupato Gilberto Isella con un saggio su Bloc notes, Bellinzona.
Inoltre hanno scritto di lui, fra gli altri, Mario Luzi, Mladen Machiedo, Mario Miccinesi, Giovanni Raboni. 
Giovanni Ramella Bagneri è stato commemorato il 4 marzo 2009 alla Biblioteca di Verbania e a Lugano il 5 giugno 2009 nell'ambito del Festival Poestate da Tiziano Salari e Dante Isella.
Nel 2023 è stato pubblicato il saggio di Marta Celio: Giovanni Ramella Bagneri e il suo saper vedere al buio.

## Opere
- Luogo intricato, Viemme, Domodossola, 1974.
- Muro della notte, Quaderno 30 della Fenice, Guanda, Parma, 1978.
- Miserere, Lugano, 1978.
- Autoritratto con gallo, Lo Specchio, Mondadori, Milano, 1981.
- Storia del soldato e altri poemetti, Forum Quinta Generazione, Forlì, 1982.
- Solo bianco, Il Piombino, 1983.
- Carnevale, Arzanà, Torino, 1983.
- Il teatrino del mondo, Forum Quinta Generazione, Forlì, 1984.
- Città d'illusione, La Vallisa, Bari, 1984.
- Il fantoccio grigiastro, Forum Quinta Generazione, Forlì, 1985.
- Terra della sera, Forum Quinta Generazione, Forlì, 1987.
- Mondo vuoto dietro, La Vallisa, Bari, 1988.